# Merthyr Tydfil
Pour les articles homonymes, voir Merthyr Tydfil (homonymie).
Merthyr Tydfil (ˈmɜrθər ˈtɪdvɪl) (en gallois : Merthyr Tudful ˈmɛrθər ˈtɨːdvɨ̞l) est une ville minière du pays de Galles. Sa population est de 55 000 habitants.

## Géographie
Située au sud des Brecon Beacons qui culminent à 886 m, la ville est arrosée par la Taff, qui rejoint le canal de Bristol à Cardiff, 40 km au sud.

## Histoire
Petit village jusqu'au début du XIXe siècle, le lieu se révèle être un site d'exception à l'aube de la révolution industrielle. Le territoire est en effet doté d'importants gisements de minerai de fer et de houille, et quelques industriels (Brownrigg, Bacon) aménagent non loin de là les forges de Cyfarthfa. De village, la cité devient rapidement une ville industrielle de 80 000 habitants. C'est d'ailleurs à Merthyr Tydfil, afin d'exploiter au mieux ses richesses, le 21 février 1804, que circula la première locomotive à vapeur.
À partir du milieu du XXe siècle, comme la plupart des villes industrielles de la région, Merthyr Tydfil subit la régression des exploitations minières et de la métallurgie européenne.

## Lieux et monuments

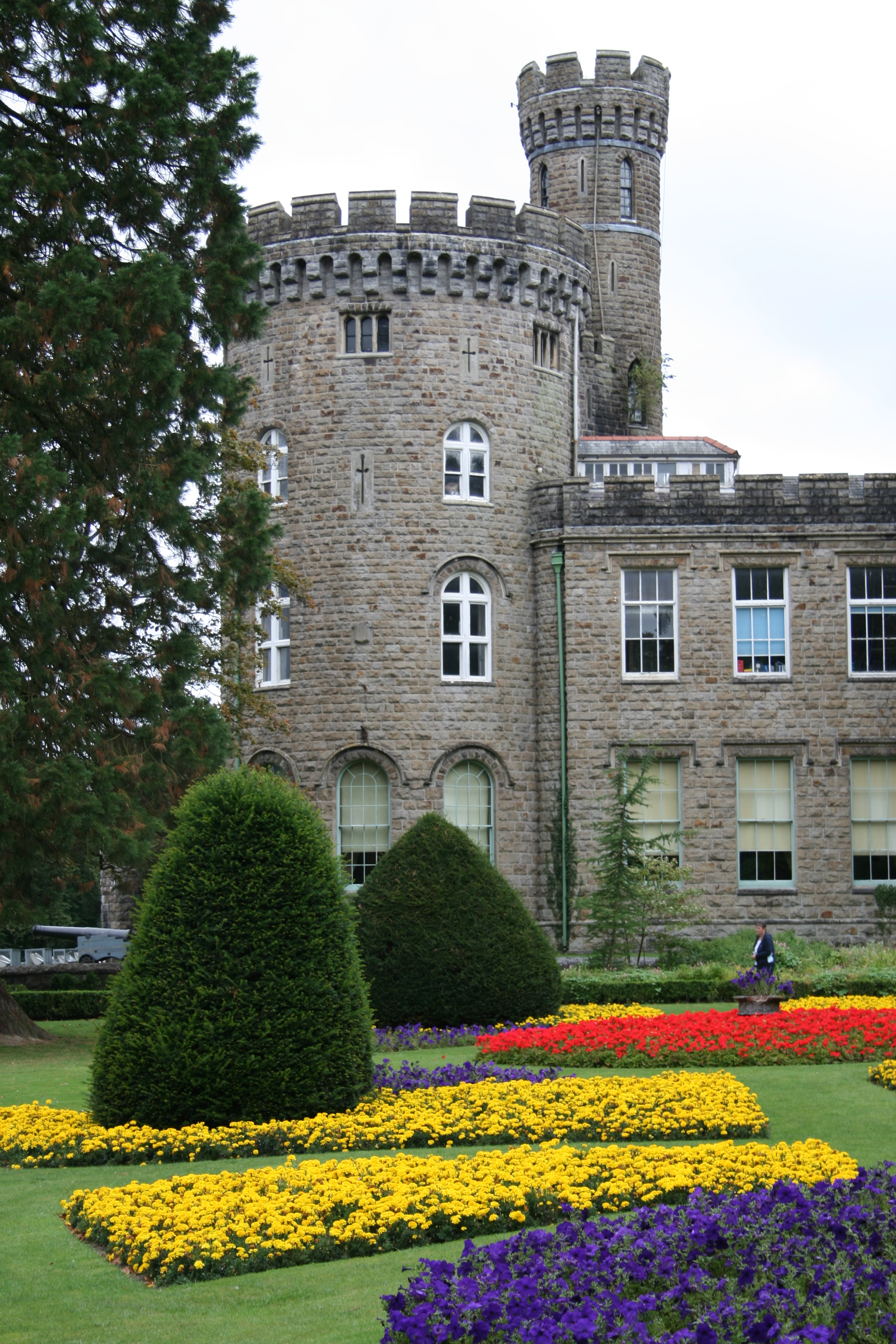
Le château de Cyfarthfa.

- Le château de Cyfarthfa et son musée.
- Le Brecon Mountain Railway, chemin de fer touristique et historique.
- À proximité : le parc national des Brecon Beacons, et le château de Morlais

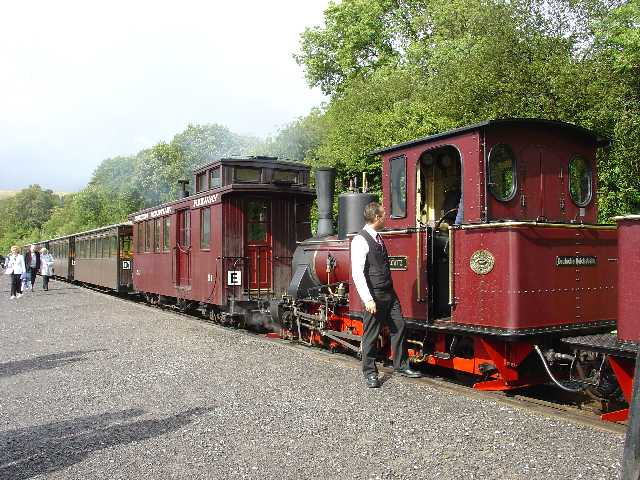
Le Brecon Mountain Railway.

## Économie
C'est dans cette région que la compagnie Hoover produisit nombre d'articles électroménagers, dont la célèbre lessiveuse portative Hoovermatic, durant les années 1950 à 1970. Ce fut une entreprise importante pour l'essor économique de cette ville.

## Autres activités
- Le Merthyr Tydfil Football Club, club de football de la ville.

## Personnalités liées à la commune

### Nées à Merthyr
- Timothy Evans (1924-1950), personnage de faits divers.
- Samuel Griffith (1845-1920), premier ministre du Queensland et principal auteur de la Constitution de l'Australie.
- Philip Madoc (1934-2012), acteur.
- Mark Pembridge (1970-), footballeur international gallois.
- Robert Sidoli (né en 1979), international gallois de rugby à XV.

### Autres personnalités
- Richard Trevithick (1771-1833), constructeur de la première locomotive à vapeur.
- Laura Ashley (1925-1985), styliste, y a été scolarisée à l'école de Marshall jusqu'en 1932.